# Catedral Metropolitana de Assunção
A Catedral Metropolitana de Assunção é a sede da Arquidiocese de Assunção e localiza-se na cidade de mesmo nome, no Paraguai. O templo situa-se em frente à Plaza Independencia, no centro da capital paraguaia.

## História
Assunção é sede de um bispado desde 1547, e já dessa época data sua primeira igreja catedral. Vários edifícios antecederam o atual, cuja construção iniciou-se em 1842, durante o governo do presidente Carlos Antonio López. A obra foi finalizada na década de 1860. Atribui-se o projeto e direção da obra ao mestre Pascual Urdapilleta, imigrante basco. A partir de 1844 a obra foi seguida por Tomás Vergés.
Internamente, a igreja é de três naves separadas por arcadas. A fachada é neoclássica e exibe o escudo nacional paraguaio no frontão. No interior destaca-se o retábulo principal, da época colonial, esculpido em madeira policromada. O centro do retábulo é ocupado por uma imagem de Nossa Senhora da Assunção, padroeira do Paraguai, rodeada por nichos com São Brás, São Pedro e São Paulo. O retábulo pertencia originalmente à igreja do convento franciscano de Assunção.
No interior da catedral funciona um museu com objetos litúrgicos e arte sacra.